# Vincenzo Auria
Vincenzo Auria (Palermo, 5 agosto 1625 – Palermo, 6 dicembre 1710) è stato un avvocato, storico e poeta italiano, cittadino del Regno di Sicilia.

## Biografia
Discendente di una famiglia che vantava origini dai Doria di Genova, Vincenzo Auria si laureò in legge all'Università di Catania nel 1652 ed esercitò la professione forense a Palermo. Nel 1679 fu nominato archivista reale, incarico che gli consentì di abbandonare la professione di avvocato a favore della ricerca storica e della letteratura. Scrisse anche opere in lingua siciliana.

## Opere
- Dell'origine ed antichità di Cefalù
- La giostra, 1690
- Historia cronologica delli signiori Vicere di Sicilia
- La Sicilia Inventrice